# Most Frequently Used
Als Most Frequently Used (englisch für am häufigsten verwendet, oft abgekürzt als MFU) wird eine Liste bezeichnet, die Programme oder Dateien nach der Häufigkeit der Aufrufe speichert. Die Liste wird dem Benutzer in absteigender Reihenfolge angezeigt. Die Elemente der Liste, die häufiger aufgerufen wurden, werden weiter oben angezeigt und Elemente, die weniger oft aufgerufen wurden, weiter unten. Dies soll dem Benutzer das auffinden und öffnen von häufig verwendeten Programmen oder Dateien erleichtern.
Die MFU ist eine Erweiterung, die mit Microsoft Windows XP das erste Mal implementiert wurde. Zu finden ist sie üblicherweise über das Startmenü.